# Gmina Lipovljani
Gmina Lipovljani (chorw. Općina Lipovljani) – gmina w Chorwacji, w żupanii sisacko-moslawińskiej. W 2011 roku liczyła  3455 mieszkańców.